# Jurna vas
Jurna vas (tudi Jurinja vas) je naselje v Občini Novo mesto.